# Josef Wenter
Josef Wenter (* 11. August 1880 in Meran; † 5. Juli 1947 in Innsbruck) war ein Dramatiker und Schriftsteller aus Südtirol.

## Leben

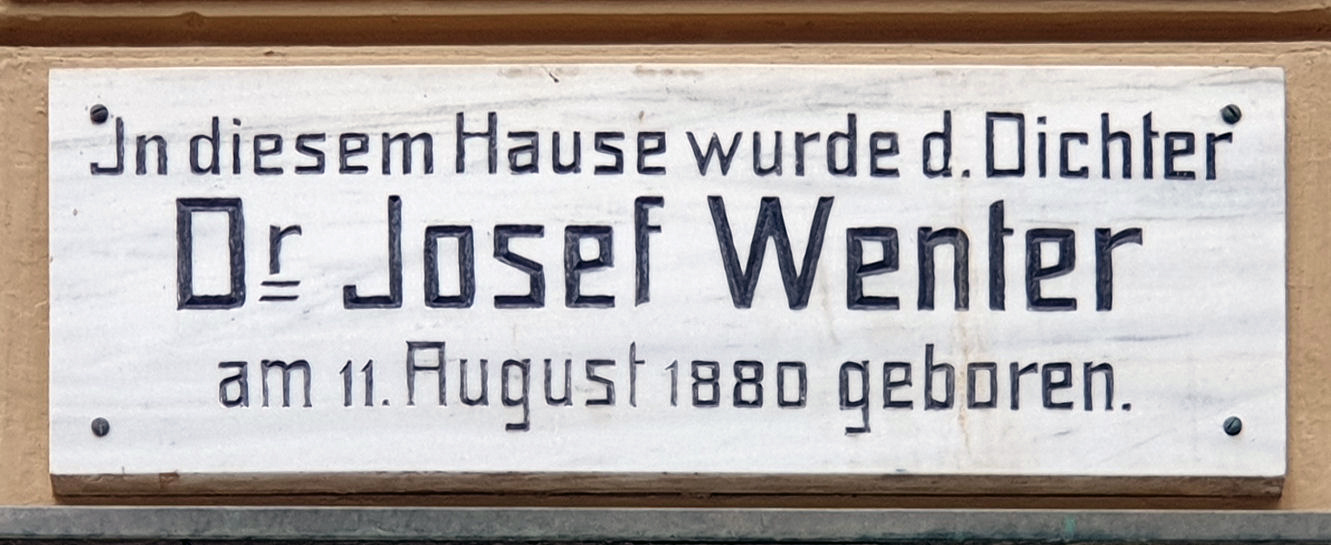
Gedenktafel am Haus, Sandplatz 17, in Meran

Wenter entstammt einer alten katholischen Familie aus Südtirol. Der Familienname lässt sich bis in das Jahr 1237 als Hofname zurückverfolgen. Die Vorfahren waren Gutsbesitzer, Gastwirte, Postmeister und seit 1622 mit Wappen und Treubrief ausgestattet.
Nach dem Abitur am Benediktinergymnasium in Meran 1898 ging er 1900 – gegen den Willen seiner Eltern – nach München und anschließend nach Leipzig, um dort am Konservatorium Musik zu studieren. 1903 erlangte er seinen Abschluss, wandte sich jedoch dem Drama zu, da er sich mit den Anforderungen moderner Komposition und dem Vergleich früherer bekannter Komponisten (wie Bach oder Beethoven) überfordert fühlte. Ein begonnenes Drama über Judas verwarf Wenter und begann die Arbeit an Saul.
Zugleich begann er 1908 mit seinen philosophischen, germanistischen und kunstgeschichtlichen Studien und promovierte 1914 in Tübingen mit einer Arbeit über Die Paradoxie als Stilelement im Drama Hebbels. Um eine materielle Sicherung zu erlangen, wollte er den Weg einer Hochschullaufbahn einschlagen. Dies wurde allerdings durch den Ausbruch des Ersten Weltkriegs vereitelt, den er im 2. Regiment der Tiroler Kaiserjäger mitmachte. Die folgende Teilung Tirols, dessen südlicher Teil zu Italien kam, belastete ihn persönlich.
Im Klagenfurter Stadttheater und im Landestheater Coburg fanden seine Werke schließlich Anklang und verhalfen ihm zu überregionaler Bekanntheit. In jener Zeit lebte er in Baden bei Wien, wo er, für insgesamt zwölf Jahre, mit seiner Frau eine Mansarde in der Villa Mautner-Markhof-Straße 25 bewohnte. Die Wirren des Zweiten Weltkriegs vertrieben ihn jedoch aus dieser Idylle.
Wenter trat am 4. April 1933 der NSDAP bei (Mitgliedsnummer 1.528.245), schrieb für den Völkischen Beobachter und zwischen 1943 und 1945 für das Bozner Tagblatt.
Nach dem Anschluss Österreichs 1938 an das Deutsche Reich beteiligte sich Wenter mit einem Beitrag am Bekenntnisbuch österreichischer Dichter (herausgegeben vom Bund deutscher Schriftsteller Österreichs), das den Anschluss begeistert begrüßte.
Nach Kriegsende wurden sein Roman Spiel um den Staat (Westermann, Braunschweig 1933) und das mit Fritz Gottwald verfasste Schauspiel Der Traktor (Pfeffer, Berlin und Wien 1933) in der sowjetischen Besatzungszone auf die Liste der auszusondernden Literatur gesetzt. In der Deutschen Demokratischen Republik folgte auf diese Liste noch der Bildband Das Land in den Bergen (Untertitel: „Vom Wehrbauer zum Gebirgsjäger“. Deutscher Alpenverlag, Innsbruck 1942) mit Fotos von Simon Moser, für den Wenter den Text verfasst hatte.
Wenter war Schwerkriegsversehrter, dem in den letzten beiden Lebensjahren in Innsbruck ein Bein amputiert werden musste. Er war, nicht zuletzt wetterbedingt, stimmungsanfällig und hoffte, das raue, föhnintensive Gebirgsklima durch eine Rückkehr in seine frühere Badener Wohnung hinter sich lassen zu können.
Josef Wenter wurde am 9. Juli 1947 auf dem Friedhof Wilten beigesetzt.

## Auszeichnungen und Ehrungen
- 1917 Silbernes Verdienstkreuz mit der Krone am Band der Tapferkeitsmedaille
- 1935 Franz-Grillparzer-Preis
- 1936 Würdigungspreis des Österreichischen Staatspreises
- 1936 Österreichisches Verdienstkreuz für Kunst und Wissenschaft I. Klasse
- 1940 Wolfgang-Amadeus-Mozart-Preis
- 1943 Grillparzer-Preis der Stadt Wien in den Jahren des Nationalsozialismus (gemeinsam mit Mirko Jelusich und Josef Weinheber)
- In Meran war bis 2015 eine Mittelschule nach Josef Wenter benannt. Aufgrund der NS-Vergangenheit Wenters wurde diese umbenannt.[7]

## Werke
- Leonardo da Vinci
- Gewitter
- Aus tiefer Not

### Lustspiele
- Hochstapler
- Carvela im Juli
- Prin Tumora

### Dramen
- Johann Philipp Palm
- Kanzler von Tirol (1934 uraufgeführt im Burgtheater)
- Landgräfin von Thüringen
- Kaiserin Maria Theresia (am 4. Mai 1944 uraufgeführt im Burgtheater)
- Saul (sein letztes Werk und zugleich sein erstes wurde erst postum in Innsbruck uraufgeführt)

### Libretto
- Hofball in Schönbrunn (1937, Operette mit der Musik von August Pepöck)

### Romane
- Monsieur der Kuckuck der Sonderbare
- Laikan der Lachs
- Situtunga

### Biographie
- Leise Leise liebe Quelle